# Eurytoma flavicrurensa
Eurytoma flavicrurensa är en stekelart som beskrevs av Bugbee 1951. Eurytoma flavicrurensa ingår i släktet Eurytoma och familjen kragglanssteklar. Inga underarter finns listade i Catalogue of Life.